# Paraophiodina eucopiae
Paraophiodina eucopiae is een soort in de taxonomische indeling van de Myzozoa, een stam van microscopische parasitaire dieren. Het organisme komt uit het geslacht Paraophiodina en behoort tot de familie Ganymedidae. Paraophiodina eucopiae werd in 1975 ontdekt door Theodorides & Desportes.